# Рома (Техас)
Рома (англ. Roma) — місто (англ. city) в США, в окрузі Старр штату Техас. Населення — 11 561 особа (2020).

## Географія
Рома розташована за координатами 26°24′24″ пн. ш. 98°59′23″ зх. д. / 26.40667° пн. ш. 98.98972° зх. д. (26.406742, -98.989848).  За даними Бюро перепису населення США в 2010 році місто мало площу 10,87 км², з яких 10,54 км² — суходіл та 0,32 км² — водойми. В 2017 році площа становила 14,20 км², з яких 13,84 км² — суходіл та 0,36 км² — водойми.

## Демографія
Згідно з переписом 2010 року, у місті мешкало 9765 осіб у 2965 домогосподарствах у складі 2482 родин. Густота населення становила 898 осіб/км².  Було 3438 помешкань (316/км²).
Расовий склад населення:
| - 98,9 % — білих - 0,1 % — корінних американців - 0,1 % — чорних або афроамериканців |

До двох чи більше рас належало 0,2 %. Частка іспаномовних становила 94,8 % від усіх жителів.
За віковим діапазоном населення розподілялося таким чином: 32,1 % — особи молодші 18 років, 53,0 % — особи у віці 18—64 років, 14,9 % — особи у віці 65 років та старші. Медіана віку мешканця становила 31,9 року. На 100 осіб жіночої статі у місті припадало 83,1 чоловіків;  на 100 жінок у віці від 18 років та старших — 77,7 чоловіків також старших 18 років.
Середній дохід на одне домашнє господарство  становив 34 976 доларів США (медіана — 19 299), а середній дохід на одну сім'ю — 39 169 доларів (медіана — 21 647). Медіана доходів становила 34 852 долари для чоловіків та 23 943 долари для жінок. За межею бідності перебувало 43,4 % осіб, у тому числі 46,9 % дітей у віці до 18 років та 45,9 % осіб у віці 65 років та старших.
Цивільне працевлаштоване населення становило 3318 осіб. Основні галузі зайнятості: освіта, охорона здоров'я та соціальна допомога — 43,6 %, роздрібна торгівля — 12,0 %, будівництво — 10,9 %.